# Roy Dowling
Sir Roy Russell Dowling (Condong, 28 maggio 1901 – Canberra, 15 aprile 1969) è stato un ammiraglio australiano.

## Biografia
Dowling nacque a Condong, una borgata sul fiume Tweed, nel nord del Nuovo Galles del Sud. Era il figlio di Russell Dowling e sua moglie Lily.

## Carriera
Il giovane entrò nella Royal Australian Naval College (RANC) a Jervis Bay nel 1915. Eccelleva nello sport e divenne il capo capitano cadetto prima di laurearsi nel 1918. L'anno successivo andò in Gran Bretagna come guardiamarina per entrare nella Royal Navy e servì sulla HMS Ramillies e sulla HMS Venturous. Nel gennaio 1923 era di nuovo in Australia, dove servì a bordo dell'incrociatore HMAS Adelaide. È stato promosso a tenente a marzo. Successivamente salì come ufficiale di artiglieria sulla HMS Excellent.
Dopo il suo ritorno in Australia nel mese di dicembre 1926, Dowling ha trascorso diciotto mesi su HMAS Platypus e sulla HMAS Anzac, dove ha continuato a specializzarsi in artiglieria. Sposò Jessie Blanch a Melbourne l'8 maggio 1930, la coppia ha avuto due figli e tre figlie. È stato promosso a tenente comandante il 15 marzo 1931, ed è stato nominato ufficiale d'artiglieria sull'incrociatore leggero HMS Colombo a maggio. Dowling tornò in Australia nel gennaio 1933, ed è stato nominato ufficiale dello squadrone di artiglieria a bordo l'incrociatore pesante HMAS Canberra. Nel luglio 1935 Dowling ha diretto la scuola di artiglieria a Flinders Naval Depot. È stato promosso a comandante il 31 dicembre 1936. Il mese successivo, assunse il comando della HMAS Swan, svolgendo funzioni nel Pacifico occidentale del Sud. A completare il suo mandato su Swan nel gennaio 1939, è stato per breve tempo assegnato all'Ufficio della Marina, a Melbourne, prima di tornare in Gran Bretagna nel marzo per servire sulla HMS Pembroke e sulla HMS Naiad.

### Seconda guerra mondiale
Dowling divenne un ufficiale esecutivo sulla HMS Naiad nel 1940. Dopo aver servito con gli inglesi Home Fleet, l'incrociatore venne trasferito nel Mediterraneo nel maggio 1941, dove ha preso parte alla Battaglia di Creta.
Il 22 maggio 1941 la HMS Naiad fu gravemente danneggiata da un attacco aereo. In seguito alle riparazioni, divenne il fiore all'occhiello del 15º Squadrone degli Incrociatori e condusse i bombardamenti a terra a sostegno delle truppe alleate durante la campagna di Siria nel mese di giugno e luglio. Nel mese di dicembre, HMS Naiad partecipò alla Prima battaglia della Sirte contro le forze navali italiane. L'11 marzo 1942, fu silurata da un sottomarino tedesco al largo della costa egiziana e affondò in poco più di venti minuti. Dowling è rimasto in acqua per un'ora e mezza prima di essere salvato da un cacciatorpediniere.
Essendo sopravvissuto all'affondamento, Dowling è tornato in Australia ed è stato nominato Direttore dei Piani presso l'Ufficio della Marina nel luglio 1942. Nel settembre dell'anno seguente fu nominato Vice Capo di Stato Maggiore della Marina (DCNS) e promosso a capitano. Come Vice Capo di Stato Maggiore della Marina, è stato coinvolto nella pianificazione della Marina del dopoguerra, che per la prima volta includeva le portaerei.
Nel novembre 1944, a Dowling fu affidato il comando della incrociatore leggero HMAS Hobart, che era in fase di riparazione a Sydney da quando è stato silurato da un sottomarino giapponese nelle Isole Salomone il 20 luglio 1943. Nel marzo 1945, Hobart ha sostenuto le forze americane nella riconquista di Cebu durante la liberazione delle Filippine. Bombardò Tarakan prima alla invasione alleata il 1º maggio. L'incrociatore sostenne lo sbarco alleato in Brunei nel mese di giugno, e nel Balikpapan nel mese di luglio.

## Dopoguerra
Dowling si unì al contingente australiano alla resa del Giappone nella baia di Tokyo il 2 settembre 1945. Il 16 dicembre 1948 comandò la portaerei australiana, HMAS Sydney. Nel giugno 1950, è stato promosso a commodoro e nominato Second Naval Member and Chief of Naval Personnel nel 1952. Il suo mandato ha coinciso con lo scoppio della guerra di Corea.

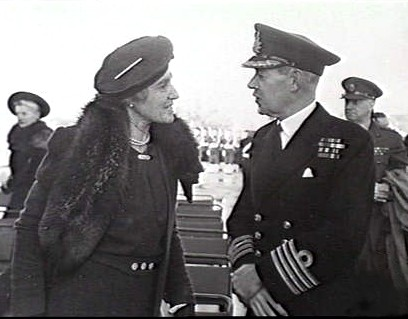
Il capitano Dowling con Lady Gowrie sulla HMNB Devonport, in Inghilterra, per la messa in servizio della portaerei HMAS Sydney, 16 dicembre 1948.

Nel 1953 fu promosso a contrammiraglio tornò a casa a prendere il posto di comandante della flotta australiana. Il 7 giugno 1955 fu nominato a vice ammiraglio.
Dowling è stato uno dei primi sostenitori per la creazione di una flotta sottomarina australiana.

## Morte
Dowling si ritirò dall'esercito il 27 maggio 1961 e gli successe come presidente del COSC da Air Marshal Sir Frederick Scherger. Nel mese di luglio 1962, il governo gli diede la responsabilità di organizzare il tour della regina Elisabetta II. Il 1º novembre 1963 venne nominato segretario della regina.
Roy Dowling morì per un attacco di cuore il 15 aprile 1969 al Canberra Hospital.